# Viña del Mar Challenger 1986
Il Viña del Mar Challenger 1986 è stato un torneo di tennis facente parte della categoria ATP Challenger Series nell'ambito dell'ATP Challenger Series 1986. Il torneo si è giocato a Viña del Mar in Cile dal 27 gennaio al 2 febbraio 1986 su campi in terra rossa.

## Vincitori

### Singolare
Hans Gildemeister ha battuto in finale  Lawson Duncan con il punteggio di 6–1, 6–0

### Doppio
Gustavo Luza /  Gustavo Tiberti hanno battuto in finale  Craig Campbell /  Carlos Di Laura con il punteggio di 6–1, 6–2